# Рівнина Аргір
Рівнина Аргір, або Рівнина Аргир (Argyre Planitia) — рівнина, розташована у межах метеоритного басейну Argyre у північній гірській місцевості планети Марс. Її назва походить із карти, створеної астрономом Джованні Скіапареллі у 1877 році; вона асоціюється із назвою міфічного острова зі срібла — Аргіра, із грецької міфології.
Центр рівнини Argyre розташований за координатами 49°42′ пд. ш. 316°00′ сх. д. / 49.7° пд. ш. 316.0° сх. д. і пролягає між 35° та 61° пд. ш. і 27° та 62° зх. д.. Ширина басейну становить близько 1800 км, а глибина — близько 5.2 км у порівнянні з навколишніми рівнинами; це — другий за величиною ударний басейн після басейну Hellas.
Цей басейн був сформований, ймовірно, в результаті надзвичайно руйнівного зіткнення із дуже великим космічним тілом, в період пізнього важкого бомбардування ранньої Сонячної системи, приблизно 3.9 мільярда років тому, і може бути одним із найкраще збережених древніх ударних басейнів того періоду. Басейн Argyre оточений нерівномірними гірськими масивами, що формують концентричні та радіальні візерунки навколо нього. Тут присутні декілька гірських хребтів, зокрема — Charitum та Nereidum Montes.
Від рівнини відходять променями чотири великі канали Нойського періоду. Три з них (Surius Valles, Dzigai Valles, та Palacopas Valles), впадали в рівнину Argyre з півдня та сходу крізь лінію гір, що становить кільцевий вал басейну. Четвертий канал, Uzboi Vallis, схоже, навпаки — витікав із басейну через його північний вал до рівнини Chryse і, ймовірно, став причиною висихання льодового озера, яке колись було розташоване в басейні. Менший проточний канал під назвою Nia Valles виглядає порівняно свіжим, і, ймовірно, сформувався протягом ранньої Амазонської епохи, після того, як завершилися основні флювіальні та озерні процеси.
Початкове дно басейну поховане під шарами крихкого, частково вивітреного матеріалу, який може бути озерними відкладами. Внутрішніх кільцевих структур не видно; хоча ізольовані гірські масиви у межах басейну можуть бути залишками внутрішнього кільця.

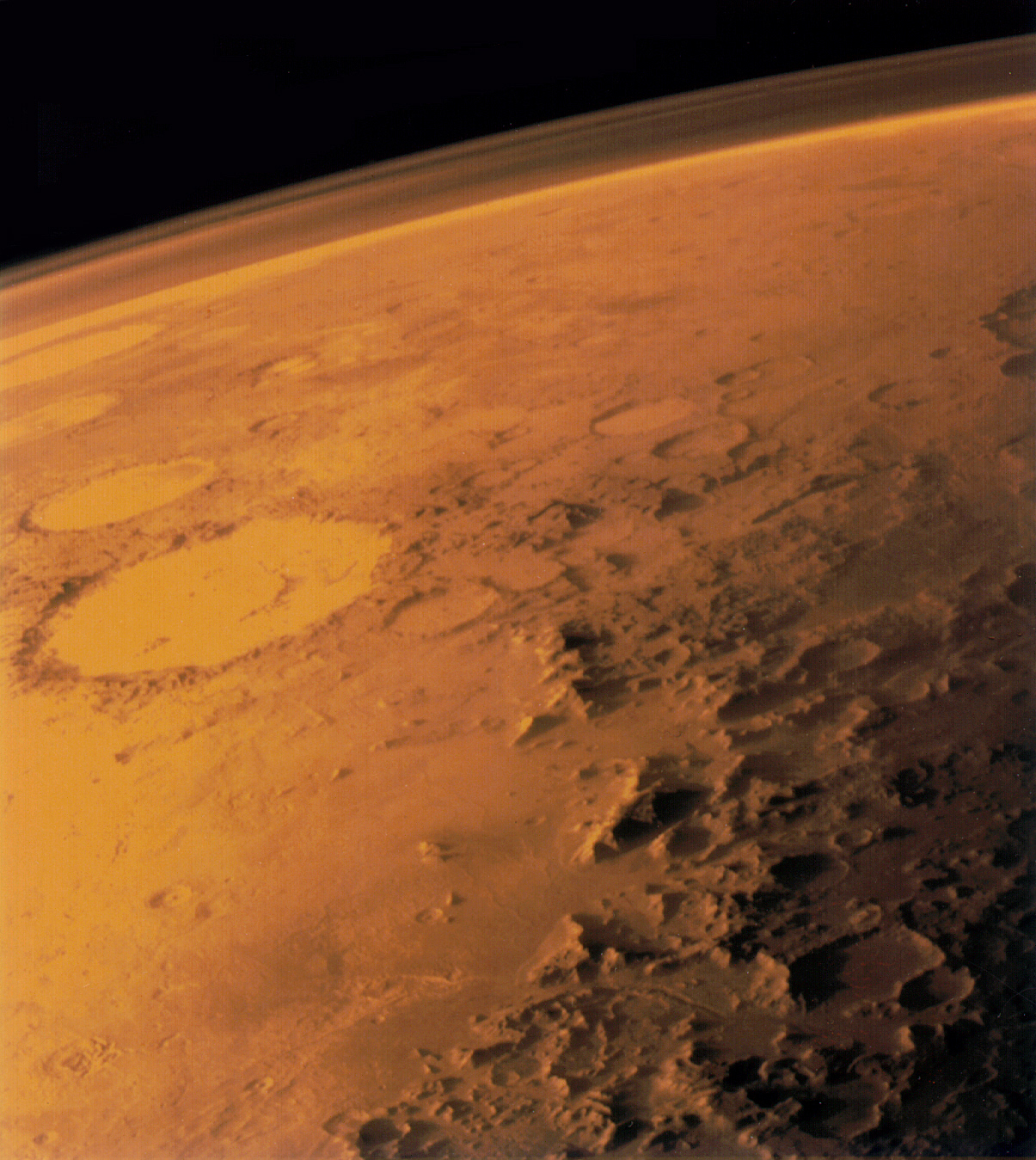
Південний вал басейну Argyre, у формі хребта Charitum Montes. Припускають, що розташовані поряд звивисті кряжі можуть бути льодовиковими ескерами. Кратер Ґалле видно на задньому плані.

Кратер Ґалле, розташований на східному краю басейну Argyre за координатами 51° пд. ш. 31° зх. д. / 51° пд. ш. 31° зх. д., дуже нагадує стандартний смайлик.

## Галерея

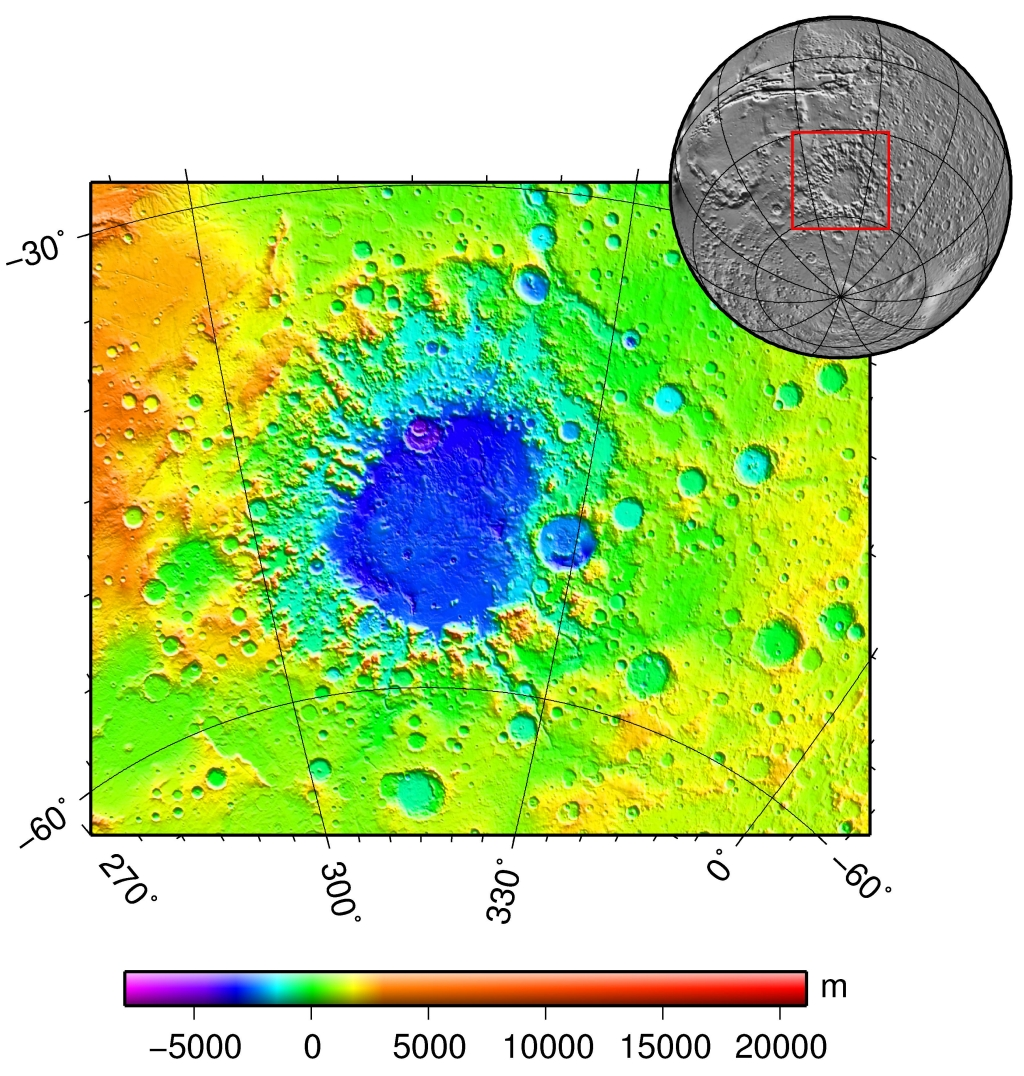
Карти MOLA, що демонструють географічні деталі рівнини Argyre.
Яри на південь від Argyre Planitia розглядаються як недвозначний доказ водної ерозії.Яри на південь від Argyre Planitia розглядаються як недвозначний доказ водної ерозії.
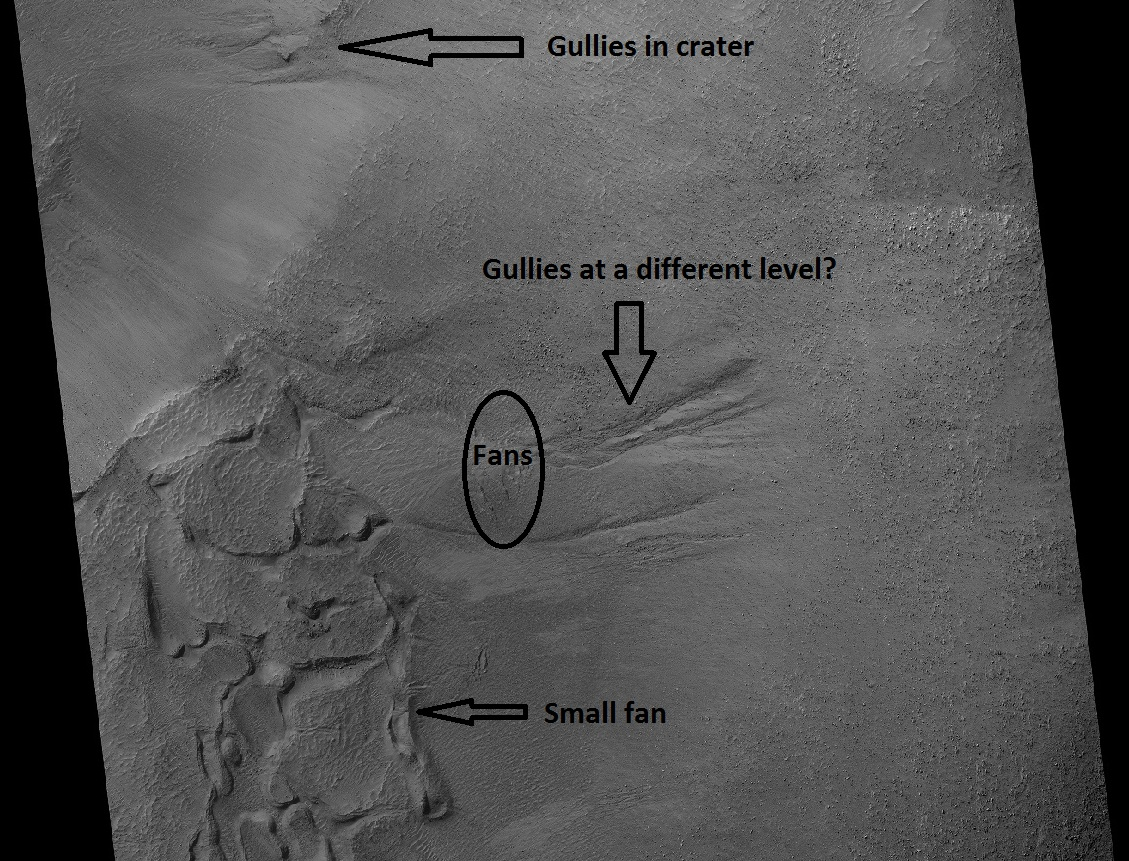
Ландшафт у квадранглі Argyre із ярами, алювіальними віялами та западинами. Знімок виконано HiRISE, в рамках програми HiWish. Збільшені варіанти частин цього зображення можна переглянути нижче.
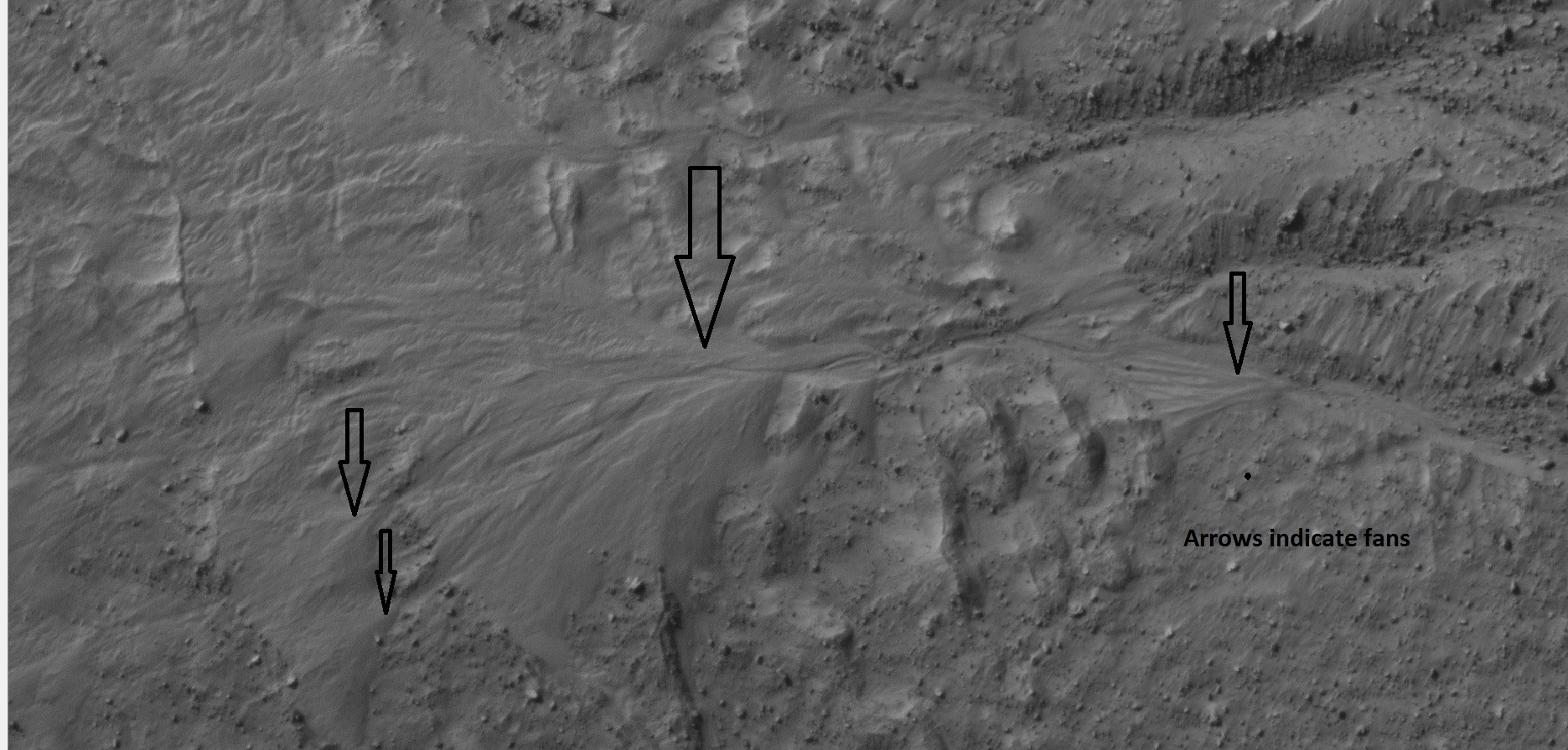
Декілька рівнів алювіальних віял. Знімок виконано HiRISE, в рамках програми HiWish. Розташування цих віял вказане на попередніх знімках.
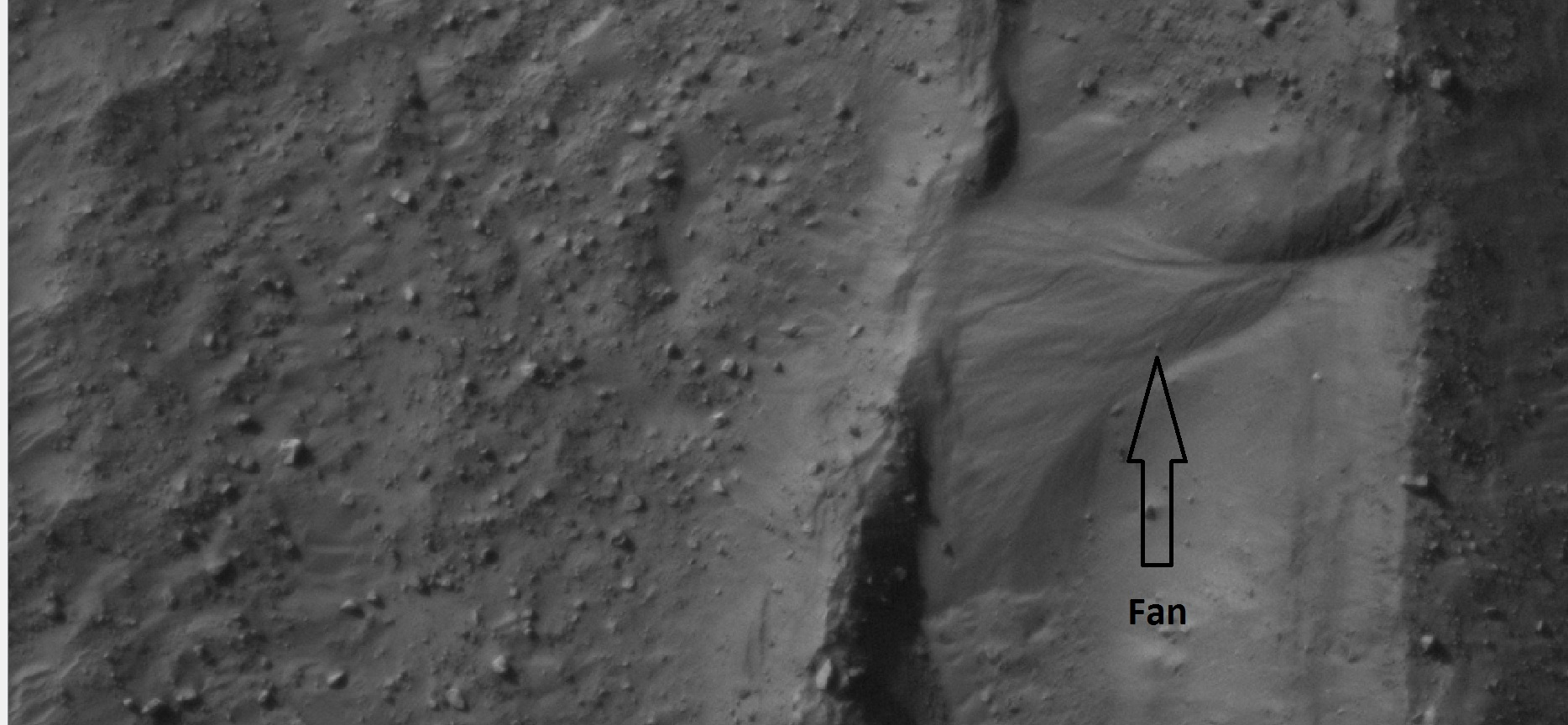
Невелике, добре сформоване алювіальне віяло. Знімок виконано HiRISE, в рамках програми HiWish. Розташування цього віяла показане на знімку вище.
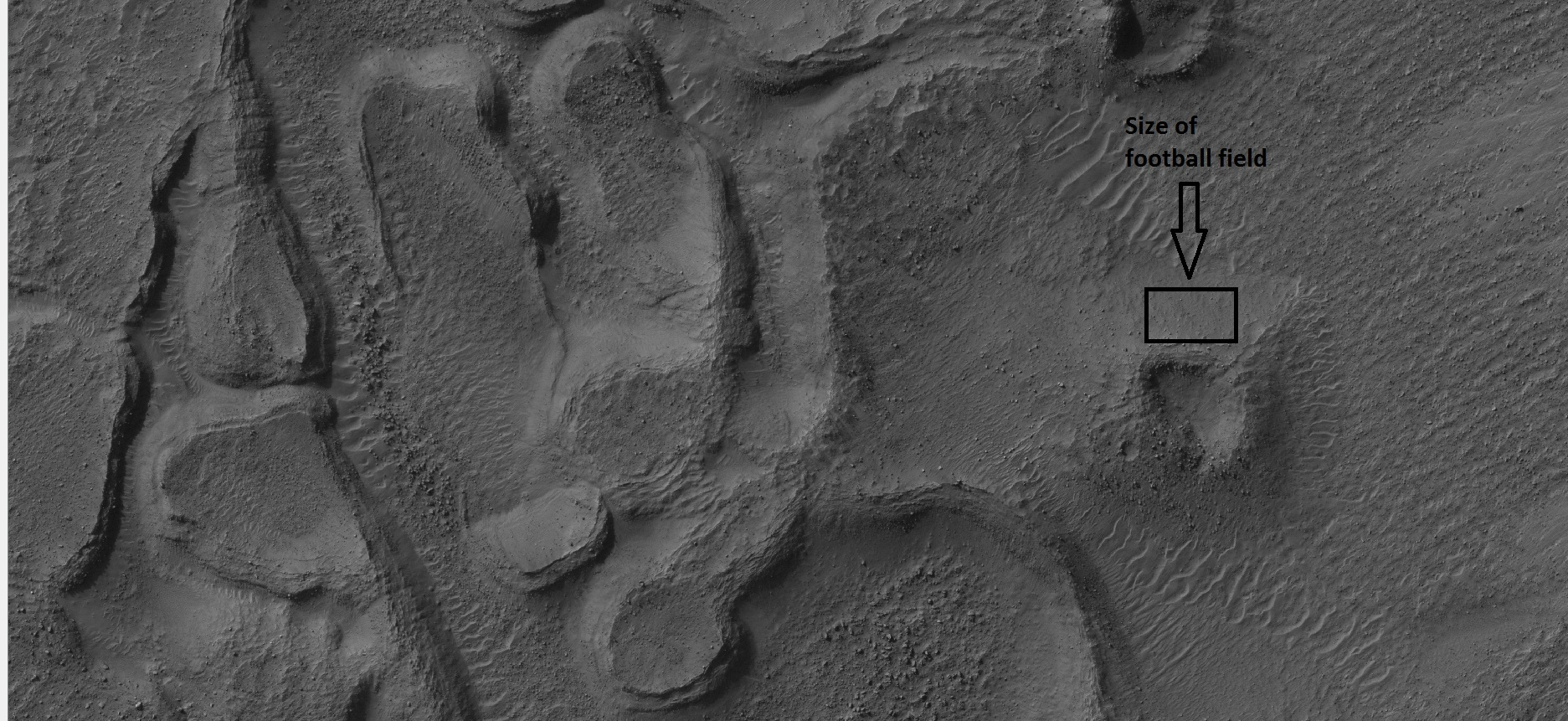
Збільшення знімка вгорі, яке демонструє западини, із накресленим для порівняння прямокутником, який відповідає розміру футбольного поля. Знімок виконано HiRISE, в рамках програми HiWish.
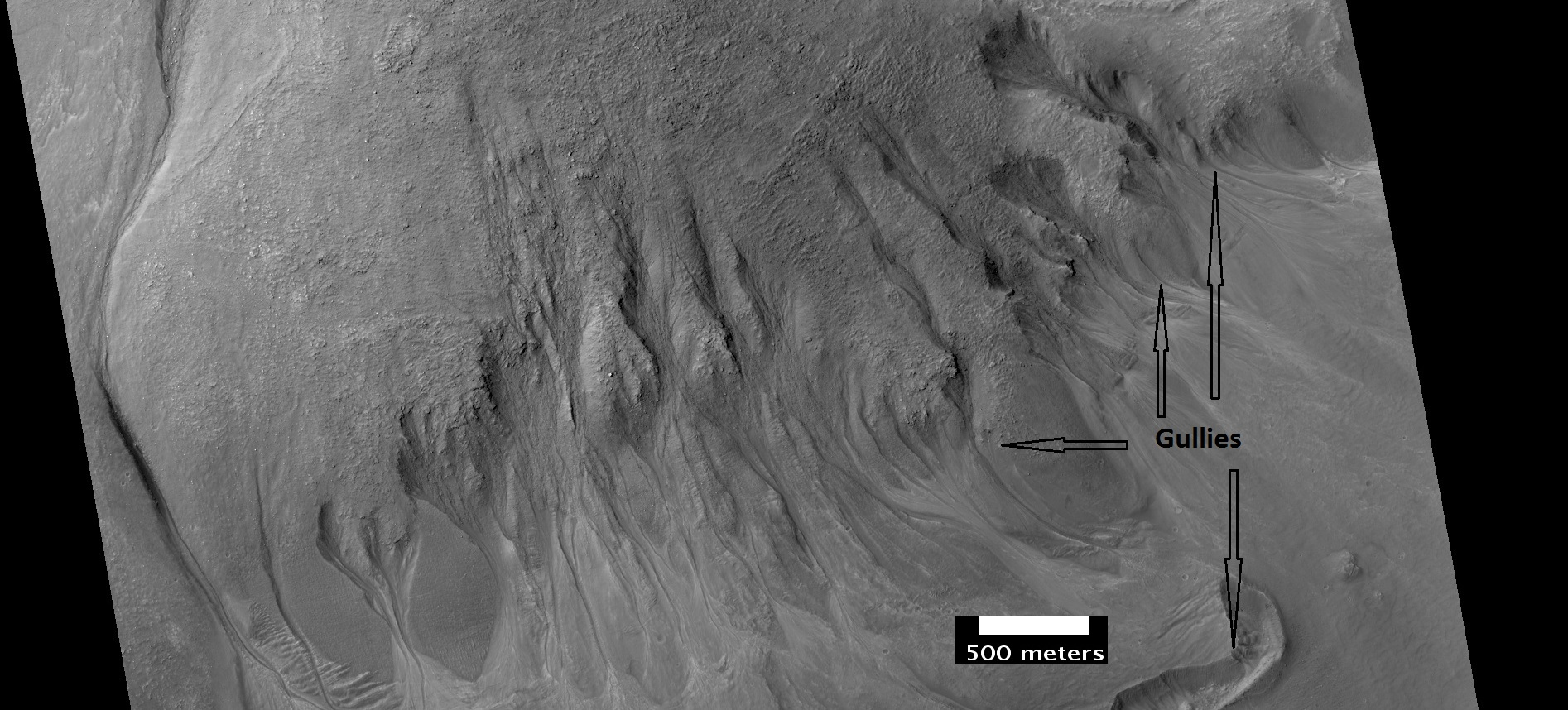
Яри у Nereidum Montes. Знімок виконано HiRISE, в рамках програми HiWish.
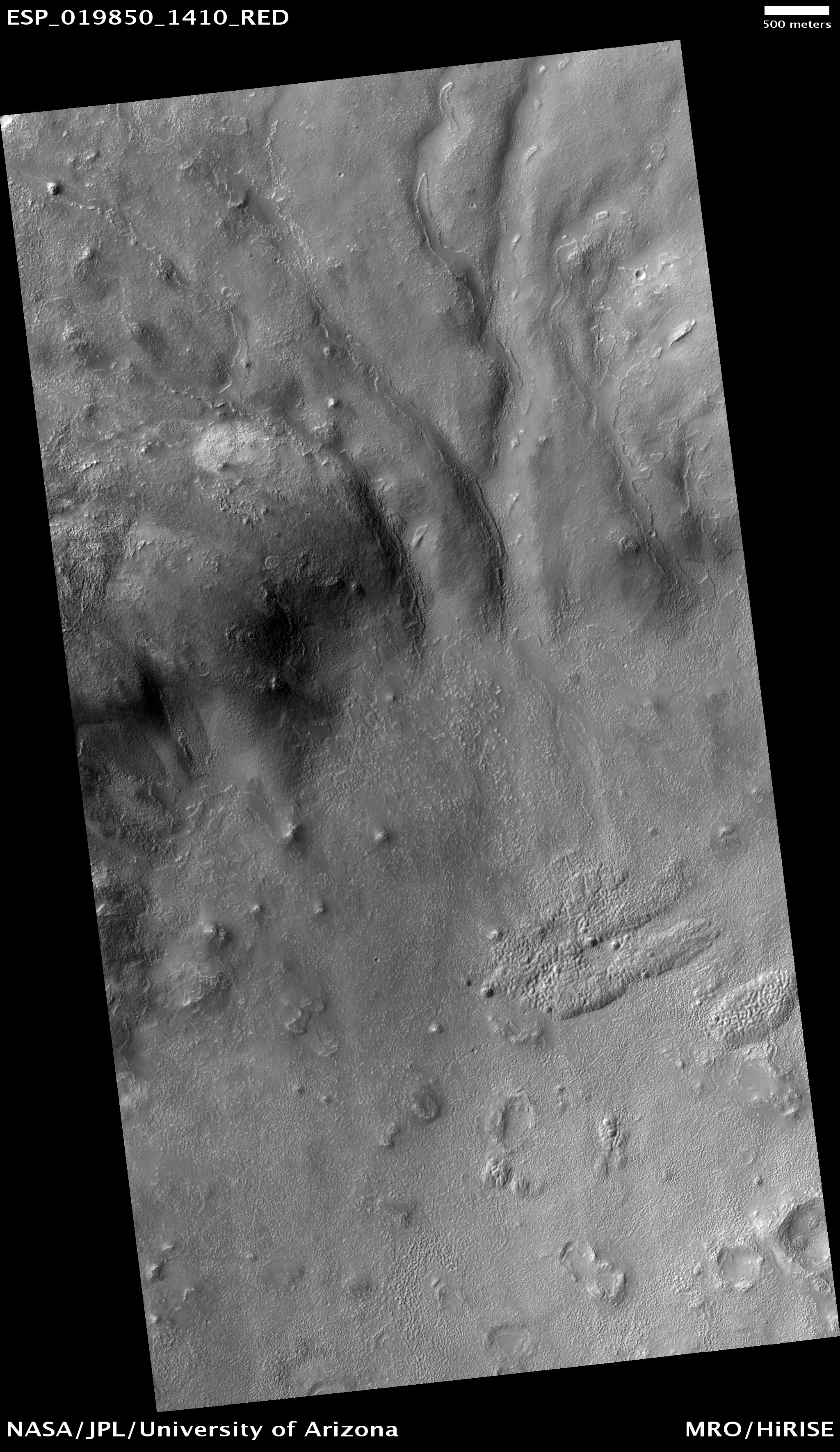
Поверхня у квадранглі Argyre. Знімок виконано HiRISE, в рамках програми HiWish. Зображення виконано із єдиного знімка HiRISE. Лінія масштабу вгорі відповідає довжині у 500 м.
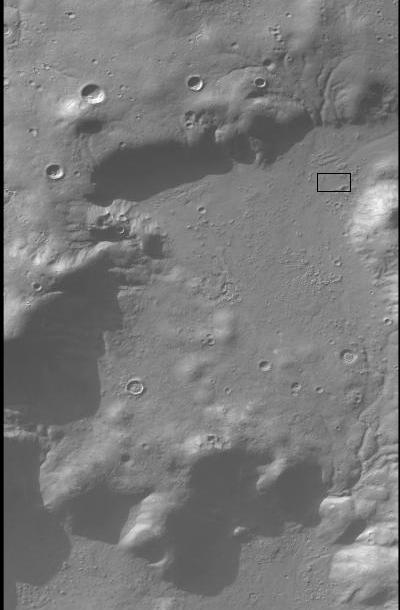
Знімок, виконаний камерою CTX, що демонструє контекст для наступного зображення. На знімку видно групу каналів.
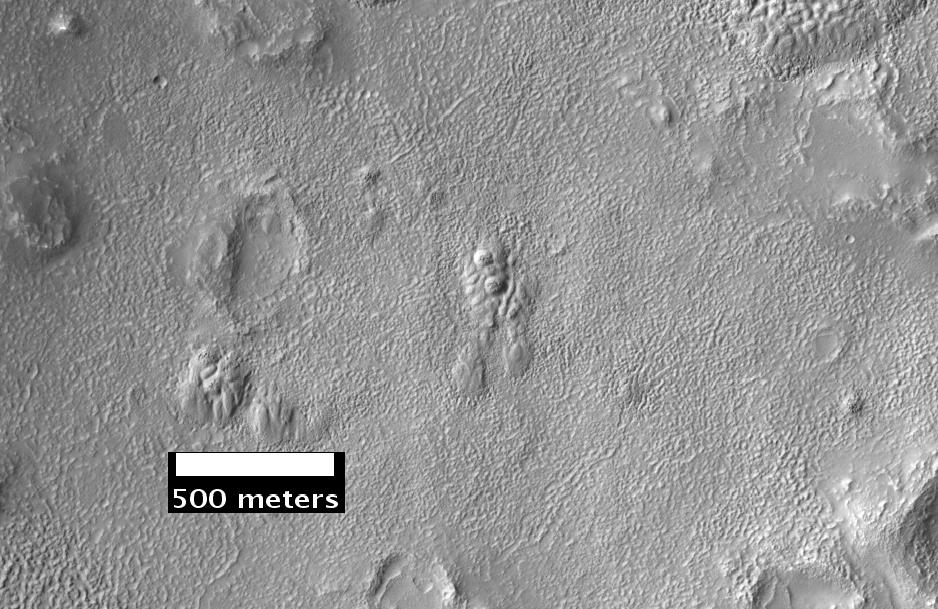
Збільшене зображення поверхні у квадранглі Argyre. Знімок виконано HiRISE, в рамках програми HiWish.